# Leopold Dmowski
Leopold August Dmowski – polski prawnik, sędzia i samorządowiec, w latach 1922–1927 prezydent Brześcia nad Bugiem. 

## Życiorys
Z wykształcenia i zawodu był prawnikiem, sprawował funkcję podprokuratora I rewiru Brześcia. Zaangażowany w działalność samorządową, pełnił obowiązki przewodniczącego rady miejskiej w Brześciu, następnie prezydenta miasta w latach 1922–1927. Był jednym z liderów prawicowej większości w radzie miejskiej. Stał na czele Klubu Obywatelskiego w Brześciu. W latach 30. pracował jako pisarz hipoteczny.
Członek Brzeskiego Towarzystwa Dobroczynności oraz Towarzystwa Opieki nad Kresami Wschodnimi. Po odejściu z prezydentury komisarz wojewódzki Ligi Obrony Powietrznej i Przeciwgazowej.
Od 1925 był filistrem honorowym korporacji Polesia.